# Agapetes amblyornidis
Agapetes amblyornidis là một loài thực vật có hoa trong họ Thạch nam. Loài này được Becc. mô tả khoa học đầu tiên năm 1878.